# White Right: Meeting the Enemy
White Right: Meeting The Enemy és una pel·lícula documental de l'any 2017, guanyadora de dos premis Emmy; la seva directora Deeyah Khan guanyà també el premi Peabody. La pel·lícula va ser produïda per l'empresa Fuuse de la mateixa Deeyah i va ser emesa mundialment per ITV el desembre de 2017.
Deeyah va viatjar a Amèrica per conèixer alguns del més prominents neonazis i supremacistes blancs que lideren aquests dos moviments als Estats Units per entendre les raons personals i polítiques darrere de l'aparent ressorgiment de l'extremisme als Estats Units. Va decidir fer la pel·lícula després de ser entrevistada a la televisió sobre multiculturalisme, i com a partir de tal entrevista va començar a rebre un gran nombre d'amenaces i missatges d'odi des dels mitjans de comunicació socials.
Carol Midgley va escriure a The Times sobre la pel·lícula que era "en part investigació periodística, en part gairebé psicoterapèutica, ja que Khan hi usa tan estratègies dures com també de suaus per descobrir què és el que condueix les persones cap a aquest discurs de l'odi, i força aquestes persones a encarar-se amb ella, cap a qui consideren l'enemic".

## Argument
Les entrevistes de la pel·lícula mostren Deeyah seient cara-a-cara amb neonazis i nacionalistes blancs després de rebre amenaces de mort del moviment extrema-dretà arran de respondre a una entrevista de la BBC TV en que advocava per la diversitat i el multiculturalisme. En la pel·lícula Deeyah intenta aconseguir arribar al que hi ha darrere del discurs de l'odi i la ideologia violenta, per provar d'entendre perquè la gent s'abraça a l'extremisme d'extrema-dreta.

## Repartiment
- Frank Meeink
- Pardeep Singh Kaleka
- Arno Michaelis
- Jeff Schoep dirigent del Moviment Nacional Socialista
- Brian Culpepper
- Ken Parker
- Peter Tefft
- Richard B. Spencer
- Jared Taylor

## Premis
| Any  | Premi                                 | Categoria                                   | Resultat  |
| ---- | ------------------------------------- | ------------------------------------------- | --------- |
| 2018 | Premis Emmy                           | Current Affairs.                            | Guanyador |
| 2018 | Royal Television Society              | Director - Documentary/Factual & Non Drama. | Guanyador |
| 2018 | APA Film Festival                     | Best Short Film Award                       | Guanyador |
| 2018 | PeaceJam                              | Special Jury award                          | Guanyador |
| 2018 | Rory Peck Award                       | Sony Impact Award for Current Affairs       | Guanyador |
| 2018 | WFTV Awards                           | The BBC News and Factual Award              | Guanyador |
| 2018 | Asian Media Awards                    | Best Investigation.                         | Guanyador |
| 2019 | Bellingham Human Rights Film Festival | Jury Awards                                 | Guanyador |
| 2018 | Premis BAFTA                          | Current Affairs.                            | Nominat   |
| 2018 | Frontline Club Awards                 | Broadcasting.                               | Nominat   |